# Шелл-Лейк (тауншип, Миннесота)
Шелл-Лейк (англ. Shell Lake) — тауншип в округе Бекер, Миннесота, США. На 2000 год его население составило 314 человек.

## География
По данным Бюро переписи населения США площадь тауншипа составляет 92,9 км², из которых 73,8 км² занимает суша, а 19,2 км² — вода (20,65 %).

## Демография
По данным переписи населения 2000 года здесь находились 314 человек, 135 домохозяйств и 90 семей.  Плотность населения —  4,3 чел./км².  На территории тауншипа расположено 247 построек со средней плотностью 3,3 построек на один квадратный километр. Расовый состав населения: 95,22 % белых, 4,14 % коренных американцев и 0,64 % приходится на две или более других рас.
Из 135 домохозяйств в 22,2 % воспитывались дети до 18 лет, в 56,3 % проживали супружеские пары, в 5,2 % проживали незамужние женщины и в 32,6 % домохозяйств проживали несемейные люди. 25,9 % домохозяйств состояли из одного человека, при том 6,7 % из — одиноких пожилых людей старше 65 лет. Средний размер домохозяйства — 2,33, а семьи — 2,81 человека.
21,7 % населения — младше 18 лет, 5,7 % — в возрасте от 18 до 24 лет, 27,1 % — от 25 до 44, 32,2 % — от 45 до 64, и 13,4 % — старше 65 лет. Средний возраст — 42 года. На каждые 100 женщин приходилось 115,1 мужчин.  На каждые 100 женщин старше 18 приходилось 113,9 мужчин.
Средний годовой доход домохозяйства составлял 34 375 долларов, а средний годовой доход семьи —  34 167 долларов. Средний доход мужчин —  26 250  долларов, в то время как у женщин — 23 333. Доход на душу населения составил 16 107 долларов. За чертой бедности находились 5,1 % семей и 9,8 % всего населения тауншипа, из которых 19,3 % младше 18 и 13,9 % старше 65 лет.